# Hamolstellung
Als Hamolstellung wird in der deutschsprachigen Schweiz eine zum Sonnenbaden eingenommene sitzende Körperhaltung bezeichnet, bei der Oberkörper und Gesicht zur Sonne ausgerichtet sind. Der Begriff geht auf ein Werbeplakat für die Sonnencreme Hamol Ultra zurück, das 1940 veröffentlicht wurde. Diese Sonnencreme war ein Produkt des ehemaligen Kosmetikherstellers Hamol AG, der 1928 in Stein am Rhein gegründet worden war und später nach Zürich übersiedelte.
Auf dem 1940 von Viktor Rutz (1913–2008) gestalteten Werbeplakat sitzt eine junge Frau auf ihren Skiern und hat die Beine angewinkelt, wobei die Hände die Knie umfassen, um den zurückgelehnten Oberkörper zu halten. Der Oberkörper und das Gesicht sind offensichtlich zum Sonnenbaden in Richtung der Sonne ausgerichtet, wobei die Frau die Augen geschlossen hält.
Der Begriff «Hamolstellung» entwickelte sich in den 1960er Jahren zu einem Synonym für Sonnenbaden in der deutschsprachigen Schweiz.  Auch heute findet der Begriff Verwendung, so auch in Martin Suters 2015 veröffentlichtem Roman Montecristo.